# Pluneret
Pluneret är en kommun i departementet Morbihan i regionen Bretagne i nordvästra Frankrike. Kommunen ligger i kantonen Auray som tillhör arrondissementet Lorient. År 2022 hade Pluneret 6 257 invånare.

## Befolkningsutveckling
Antalet invånare i kommunen Pluneret
| Referens: INSEE |